# Burt Lancaster
Pour les articles homonymes, voir Lancaster.
Burt Lancaster [bɝt ˈlænkæstɚ], né le 2 novembre 1913 à New York et mort le 20 octobre 1994 à Los Angeles, est un acteur, réalisateur et producteur américain.
Initialement connu pour ses rôles de types durs au cœur tendre, il poursuit avec des rôles plus complexes et stimulants au cours d'une carrière dans le cinéma sur près de 45 années et, plus tard, à la télévision.
Lancaster s'est produit comme acrobate de cirque dans les années 1930. Après avoir servi pendant la Seconde Guerre mondiale, il décroche à l'âge de 32 ans un rôle dans une pièce de théâtre de Broadway et attire l'attention d'un agent hollywoodien. Son rôle décisif survient dans le film noir Les Tueurs (The Killers, 1946) aux côtés d'Ava Gardner.
Nommé à quatre reprises pour l'Oscar du meilleur acteur, il remporte une fois cette récompense pour son interprétation du rôle-titre dans le film Elmer Gantry le charlatan (1960) de Richard Brooks, et le Golden Globe du meilleur acteur pour le même rôle. Il a également remporté deux BAFTA Awards du meilleur acteur. L'American Film Institute l'a classé au 19e rang des plus grandes stars masculines du cinéma hollywoodien classique, dans sa liste de l'AFI's 100 Years... 100 Stars.

## Biographie

### Enfance
Burton Stephen Lancaster naît le 2 novembre 1913 au 209 de la 106e Rue à East Harlem, dans le quartier de Manhattan à New York. Ses quatre grands-parents sont des Anglo-Irlandais, protestants, originaires de l'Ulster.
Quatrième de cinq enfants, il cultive le goût pour la lecture, le dessin et le piano. Il a également une passion pour l’opéra et, possédant une voix de ténor, il fait partie de la chorale d'une église.

### Un athlète remarquable
| |  |                                                |
| Burt Lancaster et Nick Cravat en représentation pour le Federal Theatre Project (en) Circus (1935–38). |  | Lancaster et Cravat évoluant aux barres fixes. |

Athlète accompli et doué pour toutes les activités sportives, Burt Lancaster pratique le basket-ball, l’athlétisme, la gymnastique et a une attirance prononcée pour les acrobaties de cirque.
Il monte un numéro de barres avec Nick Cravat, ami d’enfance dont il conserve l’amitié toute sa vie et qu’il fait tourner à ses côtés dans bon nombre de ses films. Les deux compères quittent l’université de New York en 1932, pour se produire dans un cirque et partager la vie de saltimbanque des gens du voyage dans différentes tournées.
Le duo se produit ensuite dans des music-halls mais, à la suite d'un accident, Lancaster se fait une grave blessure au doigt et risque l’amputation s’il ne renonce pas à son métier. Il se retrouve à Chicago sans un sou et exerce pour vivre divers petits métiers : vendeur, pompier, contrôleur dans une entreprise, organisateur de concerts, etc..
En 1942, pendant la Seconde Guerre mondiale, il est appelé dans les services récréatifs de l'US Army. Il est affecté à la section du théâtre aux armées qui monte des spectacles destinés à maintenir le moral des troupes. Il est en Italie de 1943 à 1945. Il profite de ce séjour pour apprendre l’italien, ce qui lui est utile plus tard dans sa carrière d’acteur, notamment pour tourner avec Visconti.

### Carrière cinématographique

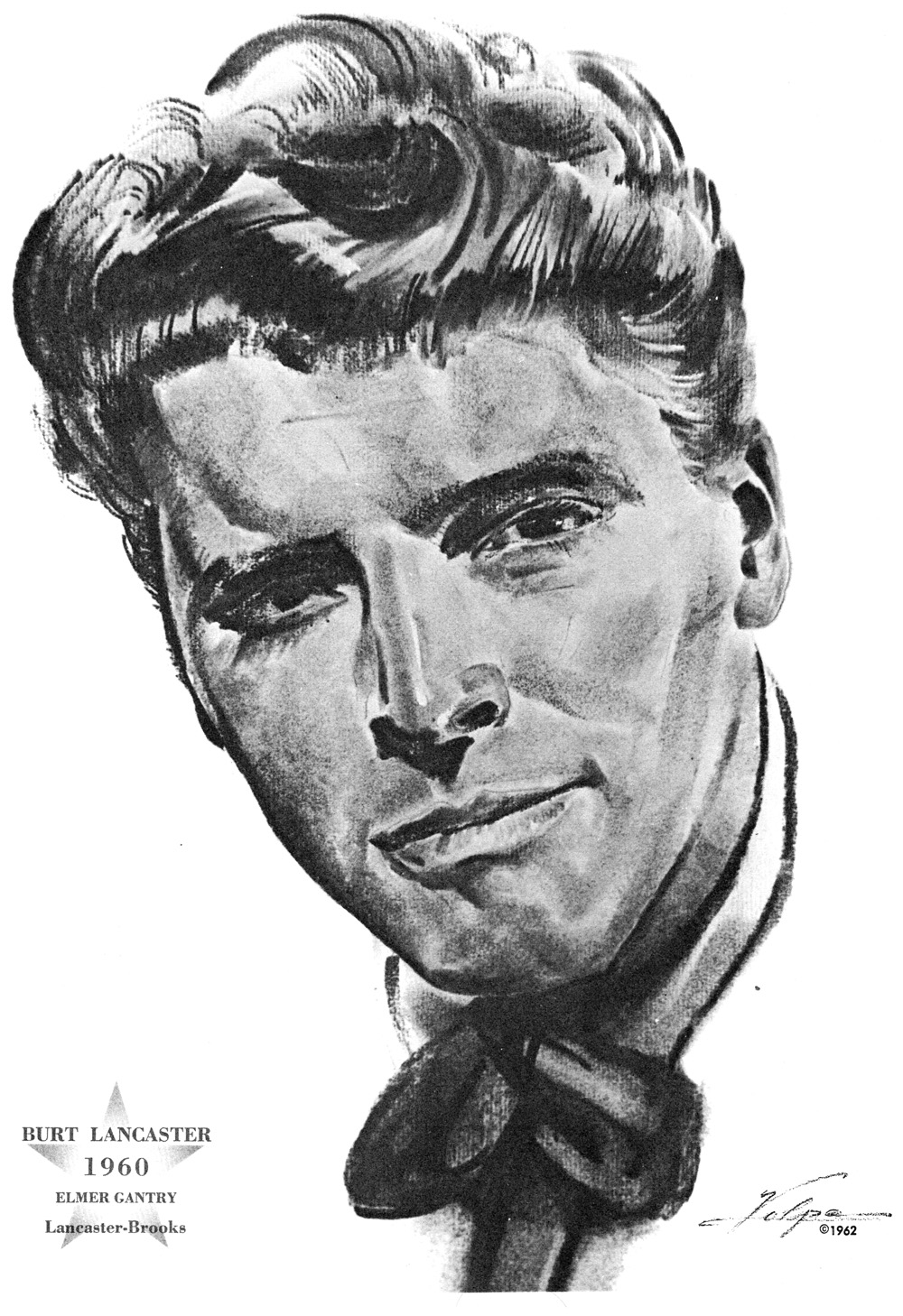
Portrait de Burt Lancaster après avoir remporté l'Oscar du meilleur acteur pour son rôle dans Elmer Gantry, le charlatan (1960).

Burt Lancaster, souvent présenté comme un « aristocrate du cinéma », a incarné des rôles importants dans divers films du cinéma mondial ou fait partie de fresques cinématographiques monumentales. Il a notamment joué les rôles suivants :
- Jim Thorpe dans Le Chevalier du stade (1951) de Michael Curtiz ;
- Massai dans Bronco Apache (1954) de Robert Aldrich ;
- Joe Erin dans Vera Cruz (1954) de Robert Aldrich ;
- le sergent Milton Warden dans Tant qu'il y aura des hommes (1953) de Fred Zinnemann, qui lui vaut une nomination à l'Oscar du meilleur acteur en 1954 ;
- Wyatt Earp dans Règlement de comptes à OK Corral (1957) de John Sturges ;
- J.J. Hunsecker dans Le Grand Chantage (1957) d'Alexander Mackendrick ;
- Elmer Gantry dans Elmer Gantry, le charlatan (1960) de Richard Brooks, qui lui vaut l'Oscar du meilleur acteur en 1960 ;
- le prince Salina dans Le Guépard (1963) de Luchino Visconti ;
- le résistant français Paul Labiche dans Le Train (1964) de John Frankenheimer et Bernard Farrel ;
- le professeur dans Violence et passion (1974) de Luchino Visconti ;
- le patriarche Berlinghieri dans 1900 (1976) de Bernardo Bertolucci ;
- Lou dans Atlantic City (1980) de Louis Malle, qui lui vaut une nomination à l'Oscar du meilleur acteur en 1981.

### Engagement politique
Burt Lancaster soutenait ardemment les causes de gauche, en particulier le Mouvement des droits civiques aux États-Unis, ce qui lui vaut d'être surveillé par le FBI. Il participe notamment à la marche sur Washington de Martin Luther King en 1963. Il s'est aussi engagé contre la guerre du Viêt Nam et le Maccarthysme et a participé activement à plusieurs campagnes du parti démocrate, notamment à l'occasion des élections présidentielles : en 1968 pour le sénateur Eugene McCarthy, un opposant à la guerre du Viêt Nam qui perd les primaires ; en 1972 pour George McGovern et en 1988 pour Michael Dukakis. En 1972 il tourne avec le cinéaste Robert Aldrich un western qui traite indirectement de la guerre du Viet-Nam, Fureur Apache, et en 1978 un film de guerre qui lui est directement consacré : Le Merdier. 
Militant pour les droits des homosexuels, il se lance dans le combat contre le SIDA en 1985, son ami l'acteur Rock Hudson ayant contracté la maladie peu de temps auparavant.

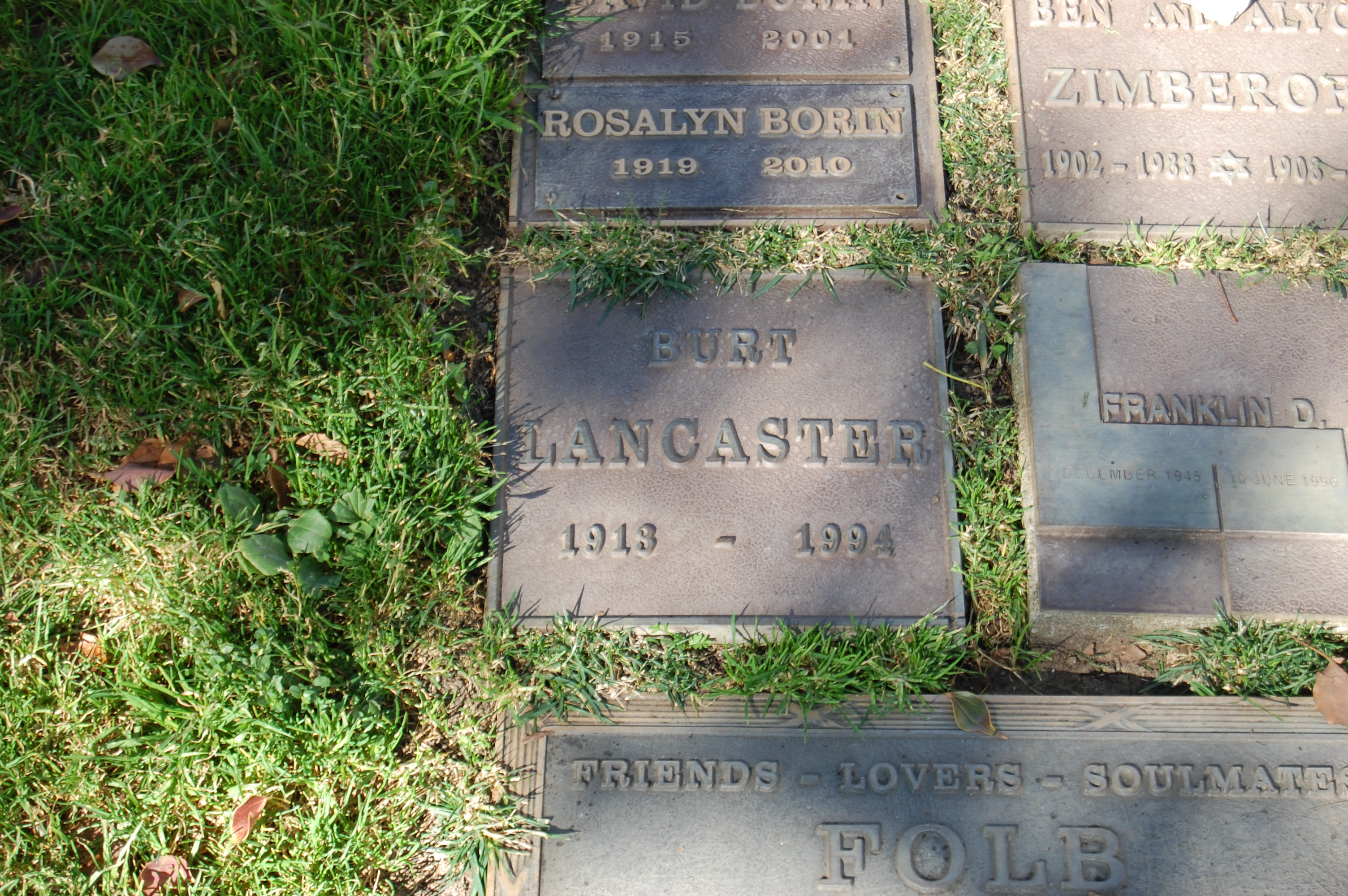
Plaque tombale de Burt Lancaster au Westwood Village Memorial Park Cemetery de Los Angeles.

### Vie privée et décès
Burt Lancaster a été marié à trois reprises. Ses deux premières unions, avec June Ernst entre 1935 et 1946 et avec Norma Anderson entre 1946 et 1969, se soldent par un divorce. En 1990, il se marie pour la troisième fois et épouse Susan Martin. Il est le père de cinq enfants, tous issus de son union avec Norma Anderson : William « Bill », James, Susan, Joanna et Sighle.
Peu après son mariage avec sa troisième épouse, l'acteur est victime d'un accident vasculaire cérébral qui le laisse presque aphasique. Il passe les quatre dernières années de sa vie dans un fauteuil roulant.
Burt Lancaster meurt le 20 octobre 1994 à l'âge de 80 ans à Los Angeles, où il repose au cimetière Westwood Memorial Park.

## Filmographie

### Cinéma

#### Années 1940

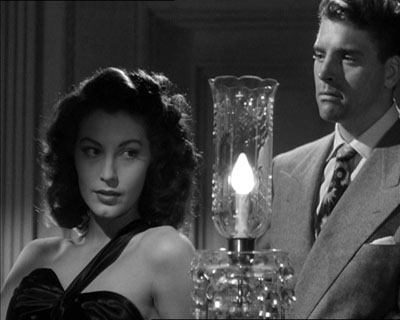
Avec Ava Gardner dans Les Tueurs (1946).

- 1946 : Les Tueurs (The Killers) de Robert Siodmak : Ole Anderson
- 1947 : Les Démons de la liberté (Brute Force) de Jules Dassin : Joe Collins
- 1947 : La Furie du désert (Desert Fury) de Lewis Allen : Tom Hanson
- 1947 : Hollywood en folie (Variety Girl) de George Marshall : lui-même
- 1948 : L'Homme aux abois (I Walk Alone) de Byron Haskin : Frankie Madison
- 1948 : Ils étaient tous mes fils (All My Sons) d'Irving Reis : Chris Keller
- 1948 : Raccrochez, c'est une erreur ! (Sorry, Wrong Number) d'Anatole Litvak : Henry J. Stevenson
- 1948 : Les Amants traqués (Kiss the Blood Off My Hands) de Norman Foster : William Saunders
- 1949 : Pour toi j'ai tué (Criss Cross) de Robert Siodmak : Steve Thompson
- 1949 : La Corde de sable (Rope of Sand) de William Dieterle : Mike Davis

#### Années 1950

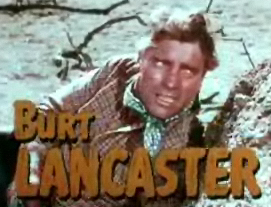
Dans La Vallée de la vengeance (1951).

- 1950 : La Flèche et le Flambeau (The Flame and the Arrow) de Jacques Tourneur : Dardo Bartoli
- 1950 : La Bonne combine (Mister 880) de Edmund Goulding : Steve Buchanan
- 1951 : La Vallée de la vengeance (Vengeance Valley) de Richard Thorpe : Owen Daybright
- 1951 : Le Chevalier du stade (Jim Thorpe - All-American) de Michael Curtiz : Jim Thorpe
- 1951 : Dix de la légion (Ten Tall Men) de Willis Goldbeck : le sergent Mike Kincaid
- 1952 : Le Corsaire rouge (The Crimson Pirate) de Robert Siodmak : le capitaine Vallo
- 1952 : Reviens petite Sheba (Come Back, Little Sheba) de Daniel Mann : Doc Delaney
- 1953 : Le Bagarreur du Pacifique (South Sea Woman) de Arthur Lubin : le sergent James O'Hearn
- 1953 : Tant qu'il y aura des hommes (From Here to Eternity) de Fred Zinnemann : le sergent Milton Warden
- 1953 : Trois Marins et une fille (Three Sailors and a Girl) de Roy Del Ruth : un Marine (non crédité)
- 1953 : Le Roi des îles (His Majesty O'Keefe) de Byron Haskin : le capitaine David O'Keefe
- 1954 : Bronco Apache (Apache) de Robert Aldrich : Massai
- 1954 : Vera Cruz de Robert Aldrich : Joe Erin
- 1955 : L'Homme du Kentucky (The Kentuckian) de Burt Lancaster : Elias Wakefield
- 1955 : La Rose tatouée (The Rose Tattoo) de Daniel Mann : Alvaro Mangiacavallo
- 1956 : Trapèze (Trapeze) de Carol Reed : Mike Ribble
- 1956 : Le Faiseur de pluie (The Rainmaker) de Joseph Anthony : Bill Starbuck
- 1957 : Règlements de comptes à O.K. Corral (Gunfight at the O.K. Corral) de John Sturges : Wyatt Earp
- 1957 : Le Grand Chantage (Sweet Smell of Success) d'Alexander Mackendrick : J.J. Hunsecker
- 1958 : L'Odyssée du sous-marin Nerka (Run Silent, Run Deep) de Robert Wise : le lieutenant Jim Bledsoe
- 1958 : Tables séparées (Separate Tables) de Delbert Mann : John Malcolm
- 1959 : Au fil de l'épée (The Devil's Disciple) de Guy Hamilton : le révérend Anthony Anderson

#### Années 1960

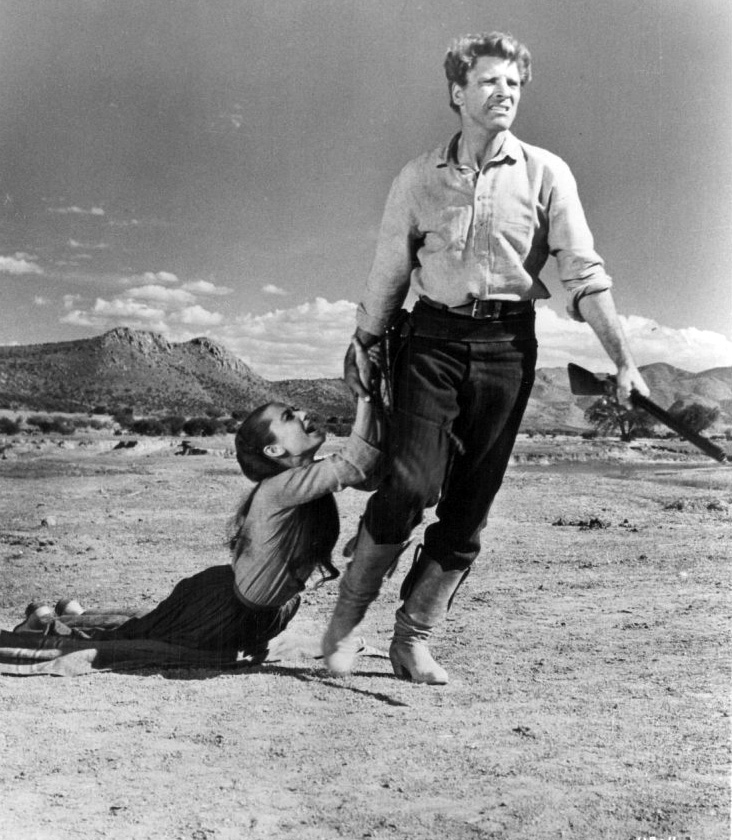
Avec Audrey Hepburn dans Le Vent de la plaine (1960).

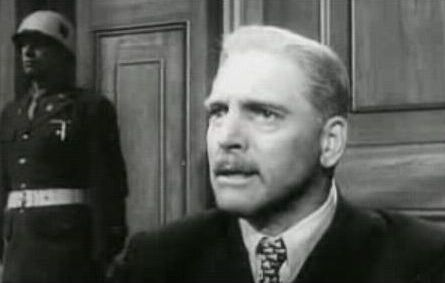
Dans Jugement à Nuremberg (1961).

- 1960 : Le Vent de la plaine (The Unforgiven) de John Huston : Ben Zachary
- 1960 : Elmer Gantry le charlatan (Elmer Gantry)  de Richard Brooks : Elmer Gantry
- 1961 : Le Temps du châtiment (The Young Savages) de John Frankenheimer : Hank Bell
- 1961 : Jugement à Nuremberg (Judgement at Nuremberg) de Stanley Kramer : le docteur Ernst Janning
- 1962 : Le Prisonnier d'Alcatraz (Birdman of Alcatraz) de John Frankenheimer : Robert Franklin Stroud
- 1962 : Un enfant attend (A Child Is Waiting) de John Cassavetes : le docteur Matthew Clark
- 1963 : Le Guépard (Il Gattopardo) de Luchino Visconti : le prince Don Fabrizio Salina
- 1963 : Le Dernier de la liste (The List of Adrian Messenger) de John Huston : le protecteur de la ligue animale
- 1964 : Sept Jours en mai (Seven Days in May) de John Frankenheimer : le général James Mattoon Scott
- 1964 : Le Train (The Train) de John Frankenheimer : Labiche
- 1965 : Sur la piste de la grande caravane (The Hallelujah Trail) de John Sturges : le colonel Thaddeus Gearhart
- 1966 : Les Professionnels (The Professionals) de Richard Brooks : Dolworth
- 1968 : Les Chasseurs de scalps (The Scalphunters) de Sydney Pollack : Joe Bass
- 1968 : Le Plongeon (The Swimmer) de Frank Perry : Ned Merrill
- 1969 : Un château en enfer (Castle Keep) de Sydney Pollack : le major Abraham Falconer
- 1969 : Les parachutistes arrivent  (The Gypsy Months) de John Frankenheimer : Mike Rettig

#### Années 1970

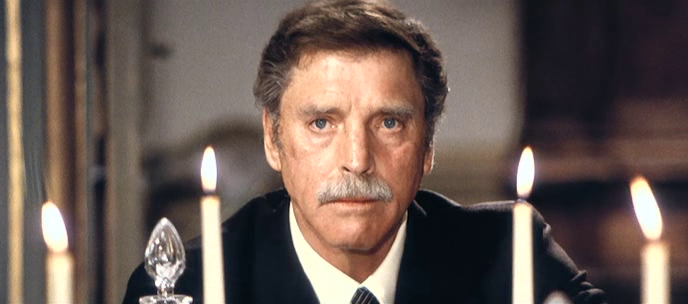
Dans Violence et Passion (1974).

- 1970 : Airport de George Seaton : Mel Bakersfeld
- 1971 : L'Homme de la loi (Lawman) de Michael Winner : le marshall Jared Maddox
- 1971 : Valdez (Valdez Is Coming) d'Edwin Sherin (en) : Valdez
- 1972 : Fureur apache (Ulzana's Raid) de Robert Aldrich : McIntosh
- 1973 : Scorpio de Michael Winner : Cross
- 1973 : Complot à Dallas (Executive Action) de David Miller : James Farrington
- 1974 : Le flic se rebiffe (The Midnight Man) de Burt Lancaster : Jim Slade
- 1974 : Violence et Passion (Gruppo di famiglia in un interno) de Luchino Visconti : le professeur
- 1975 : 1900 (Novecento) de Bernardo Bertolucci : Alfredo Berlinghieri
- 1976 : Buffalo Bill et les Indiens (Buffalo Bill and the Indians, or Sitting Bull's History Lesson) de Robert Altman : Ned Bluntline
- 1977 : Le Pont de Cassandra (The Cassandra Crossing) de George Cosmatos : le colonel Stephen Mackenzie
- 1977 : L'Ultimatum des trois mercenaires (Twilight's Last Gleaming) de Robert Aldrich : le général Lawrence Dell
- 1977 : L'Île du docteur Moreau (The Island of Dr Moreau) de Don Taylor : le docteur Paul Moreau
- 1978 : Le Merdier (Go Tell the Spartans) de Ted Post : le major Asa Barker
- 1979 : L'Ultime Attaque (Zulu Dawn) de Douglas Hickox : le colonel Durnford

#### Années 1980
- 1980 : Atlantic City de Louis Malle : Lou
- 1981 : Winchester et Jupons courts (Cattle Annie and Little Britches) de Lamont Johnson : Bill Doolin
- 1981 : La Peau (La pelle) de Liliana Cavani : le général Mark Clark
- 1983 : Local Hero de Bill Forsyth : Felix Happer
- 1983 : Osterman week-end (The Osterman Weekend) de Sam Peckinpah : Maxwell Danforth
- 1985 : Little Treasure (en) de Alan Sharp (en) : Delbert Teschemacher
- 1986 : Coup double (Tough Guys) de Jeff Kanew : Harry Doyle
- 1987 : Contrôle (Il giorno prima) de Giuliano Montaldo : le docteur Herbert Monroe
- 1988 : Rocket Gibraltar de Daniel Petrie : Levi Rockwell
- 1988 : The Jeweller's Shop (en) de Michael Anderson : le bijoutier
- 1989 : Jusqu'au bout du rêve (Field of Dreams) de Phil Alden Robinson : le docteur Archibald "Moonlight" Graham
- 1989 : La Boutique de l'orfèvre (it) (La bottega dell'orefice) de Michael Anderson : l'orfèvre

### Télévision
- 1975 : Moïse, les dix commandements (Mosè) de Gianfranco De Bosio (mini-série) : Moïse
- 1976 : Victoire à Entebbé (Victory at Entebbe) de Marvin J. Chomsky (téléfilm) : Shimon Peres
- 1982 : Verdi (en) de Renato Castellani (mini-série) : narrateur (version américaine)
- 1982 : Marco Polo de Giuliano Montaldo (mini-série) : Teobaldo Visconti, le pape Grégoire X
- 1985 : Scandale à la une (en) (Scandal Sheet) de David Lowell Rich (téléfilm) : Harold Fallen
- 1986 : Sur les ailes de l'aigle (On Wings of Eagles) d'Andrew V. McLaglen (mini-série) : le colonel Arthur Simons
- 1986 : Barnum de Lee Philips (téléfilm) : Phineas Taylor Barnum
- 1986 : Les Liens du sang (Väter und Söhne – Eine deutsche Tragödie) de Bernhard Sinkel (mini-série) : Carl Julius Deutz
- 1989 : Les Fiancés (en) (I promessi sposi) de Salvatore Nocita (mini-série) : le cardinal Federigo Borromeo
- 1990 : Le Fantôme de l'Opéra (The Phantom of the Opera) de Tony Richardson (mini-série) : Gérard Carrière
- 1990 : Embarquement pour l'enfer (Viaggio nel terrore: l'Achille Lauro) d'Alberto Negrin (téléfilm) : Leon Klinghoffer
- 1991 : Séparés mais égaux (Separate But Equal) de George Stevens Jr.  (mini-série) : John W. Davis

## Distinctions

### Récompenses
- Berlinale 1956 : Ours d'argent du meilleur acteur pour Trapèze
- Oscars 1961 : Oscar du meilleur acteur pour Elmer Gantry, le charlatan
- Golden Globes 1961 : Golden Globe du meilleur acteur dans un drame pour Elmer Gantry le charlatan
- Mostra de Venise 1962 : Coupe Volpi d'interprétation masculine pour Le Prisonnier d'Alcatraz
- Baftas 1964 : Bafta du meilleur acteur étranger pour Le Prisonnier d'Alcatraz
- David di Donatello 1974 : David di Donatello d'honneur
- David di Donatello 1975 : David di Donatello du meilleur acteur étranger pour Violence et passion
- David di Donatello 1981 : David di Donatello du meilleur acteur étranger pour Atlantic City
- Screen Actors Guild Awards 1992 : Screen Actors Guild Award d'honneur

### Nominations
- Oscars 1954 : Oscar du meilleur acteur pour Tant qu'il y aura des hommes
- Golden Globes 1957 : Golden Globe du meilleur acteur dans un film dramatique pour Le Faiseur de pluie
- Baftas 1961 : Bafta du meilleur acteur étranger pour Elmer Gantry, le charlatan
- Oscars 1963 : Oscar du meilleur acteur pour Le Prisonnier d'Alcatraz
- Golden Globes 1963 : Golden Globe du meilleur acteur dans un film dramatique pour Le Prisonnier d'Alcatraz
- Prix Génie 1981 : Génie du meilleur acteur étranger pour Atlantic City
- Oscars 1982 : Oscar du meilleur acteur pour Atlantic City
- Golden Globes 1982 : Golden Globe du meilleur acteur dans un film dramatique pour Atlantic City
- Baftas 1984 : Bafta du meilleur acteur dans un second rôle pour Local Hero
- Golden Globes 1991 : Golden Globe du meilleur acteur dans une mini-série ou un téléfilm pour Le Fantôme de l'opéra

### Hommage
- Walk of Fame de Hollywood : Étoile d'honneur (1958)

## Voix françaises
| - Claude Bertrand (*1919 - 1986) dans : - Bronco Apache - Vera Cruz - L'Homme du Kentucky - Trapèze - Le Grand Chantage - L'Odyssée du sous-marin Nerka - Tables séparées - Au fil de l'épée - Le Vent de la plaine - Elmer Gantry le charlatan - Le Temps du châtiment - Jugement à Nuremberg - Le Prisonnier d'Alcatraz - Le Dernier de la liste - Sur la piste de la grande caravane - Les Chasseurs de scalps - Airport - L'Homme de la loi - Scorpio - Le Pont de Cassandra - Le Merdier - L'Ultime Attaque - Atlantic City - Jean Martinelli (*1909 - 1983) dans : - L'Homme aux abois - Raccrochez, c'est une erreur - La Corde de sable - La Vallée de la vengeance - La Rose tatouée - Le Faiseur de pluie - Règlements de comptes à OK Corral - Le Guépard - Sept jours en mai | - Raymond Loyer (*1916 - 2004) dans : - Dix de la légion - Le Corsaire rouge - Le Roi des îles - Les parachutistes arrivent - Commando sur therean (téléfilm) - Le cirque Barnum (téléfilm) - La Boutique de l'orfèvre - Jusqu'au bout du rêve - René Arrieu (*1924 - 1982) dans : - Valdez - Fureur apache - Complot à Dallas - Le Flic se rebiffe - Moïse (mini série TV) - Victoire à Entebbé (téléfilm) - La Peau - André Valmy (*1919 - 2015) dans : - Les Professionnels - Un château en enfer - Le Fantôme de l'opéra (téléfilm) - Embarquement pour l'enfer (téléfilm) - Jean Davy (*1911 - 2001) dans : - La Flèche et le Flambeau - Le Chevalier du stade - L'Île du docteur Moreau - Claude Péran (*1913 - 1963) dans : - Les Tueurs - Les Démons de la liberté - Georges Aminel (*1922 - 2007) dans : - Violence et Passion - Osterman week-end |

et aussi :
- André Falcon (*1924 - 2009) dans Ils étaient tous mes fils
- Robert Dalban (*1903 - 1987) dans Tant qu'il y aura des hommes
- Marcel Bozzuffi (*1928 - 1988) dans Le Train
- Maurice Garrel (*1923 - 2011) dans 1900
- Michel Gatineau (*1926 - 1989) dans Buffalo Bill et les Indiens
- Daniel Gall (*1938 - 2012) dans  L'ultimatum des 3 mercenaires
- Jean Claudio (*1927 - 1992) dans Coup double
- Jean-Claude Michel (*1925 - 1999) dans Contrôle
- Georges Aubert (*1917 - 2014) dans Rocket Gilbratar
- Jean Michaud (*1921 - 2001) dans Séparés mais égaux (mini-série)
- Marc Cassot (*1923 - 2016) dans La Classe américaine (série télévisée)

Le film Jusqu'au bout du rêve comporte également une version québécoise. Burt Lancaster y est doublé par le comédien Vincent Davy.

### Vidéographie
- Luc Lagier, « C'était quoi Burt Lancaster ? - Blow Up - ARTE » [vidéo], émission Blow-Up (durée 13 min 40 s), sur la chaîne YouTube d'Arte, 29 mars 2016 (mise en ligne). Rétrospective de la carrière de l'acteur.